# Giải Klumpke-Roberts

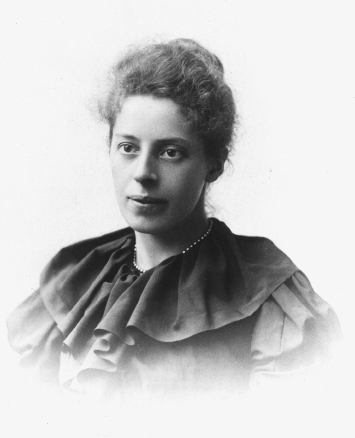
Dorothea Klumpke-Roberts

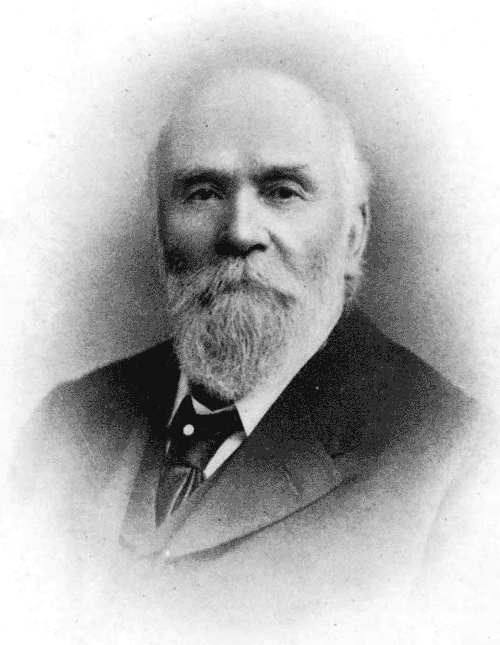
Isaac Roberts

Giải Klumpke-Roberts một trong bảy giải thưởng quốc tế và quốc gia về dịch vụ thiên văn và thiên văn học do Hiệp hội Thiên văn Thái Bình Dương trao tặng, được thành lập từ di chúc của nhà thiên văn học Dorothea Klumpke-Roberts để tôn vinh chồng bà là Isaac Roberts và bố mẹ bà.
Giải công nhận những đóng góp nổi bật cho sự hiểu biết và đánh giá cao của công chúng về thiên văn học,dành cho "những cá nhân tham gia vào khoa học, giáo dục, viết lách/xuất bản, phát thanh truyền hình, phổ biến thiên văn học, nghệ thuật hoặc các hoạt động theo đuổi khác" từ tất cả các quốc gia và là giải thưởng danh giá nhất của loại hình này.

## Nhân vật đoạt giải
Nguồn: Astronomical Society of the Pacific
- 1974  Carl Sagan
- 1975  Isaac Asimov
- 1976  Chesley Bonestell
- 1977  Fred Hoyle
- 1978  Patrick Moore
- 1979  William J. Kaufmann III
- 1980  Walter Sullivan
- 1981  Dietrick Thomsen
- 1982  Bart Bok
- 1983  Helen Sawyer Hogg
- 1984  Deborah Byrd
- 1985  James Stokley
- 1986  Timothy Ferris
- 1987  Biên tập viên Tạp chí Sky and Telescope
- 1988  Joseph M. Chamberlain
- 1989  Ed Krupp
- 1990  Donald Goldsmith
- 1991  Richard Berry
- 1992  Philip Morrison
- 1993  David Morrison
- 1994  Andrew Fraknoi
- 1995  Heidi Hammel
- 1996  Terence Dickinson
- 1997  Franklyn M. Branley
- 1998  Julieta Fierro
- 1999  Stephen P. Maran
- 2000  Jack Horkheimer
- 2001  Sandi Preston
- 2002  Don Davis và Jon Lomberg
- 2003  Hubble Heritage Project, Space Telescope Science Institute
- 2004  Seth Shostak
- 2005  Jeff Goldstein
- 2006  Jeffrey Rosendhal
- 2007  Noreen Grice
- 2008  Dava Sobel
- 2009  Isabel Hawkins
- 2010  Marcia Bartusiak
- 2011  Paul Davies
- 2012  Ian Ridpath
- 2013  Mary Kay Hemenway
- 2014  Dennis Schatz
- 2015 Robert J. Nemiroff, Đại học Công nghệ Michigan và Jerry Bonnell, Đại học Maryland
- 2016 Chris Impey, Đại học Khoa học Đại học Arizona
- 2017 Paul A. Delaney, Đại học York
- 2019 Jay Pasachoff, Đại học Williams
- 2021  Lars Lindberg Christensen